# 石川徹也
石川 徹也（いしかわ てつや、1943年5月27日 - ）は、日本の情報工学者。筑波大学名誉教授。専門は、テキスト処理の研究および応用システムの開発研究、歴史資料のデジタル化・検索・閲覧システムの開発研究。
デジタルアーカイブシステムADEACの開発・運用に携わる。

## 略歴
- 1971年 - 慶應義塾大学 文学研究科 修士課程 修了、富士写真フイルム（株）足柄研究所 入社
- 1972年 - 慶応義塾大学 医学情報センター 勤務、図書館短期大学 文献情報学科 助手
- 1983年 - 図書館情報大学 図書館情報学部 助教授
- 1985年 - 文部省在外研究員（長期）UCLA在籍
- 1991年 - 図書館情報大学 図書館情報学部 教授
- 1992年 - 工学博士（早稲田大学）
- 2002年 - 文部省在外研究員（短期）IU在籍、筑波大学 大学院図書館情報メディア研究科 教授
- 2006年 - 筑波大学 名誉教授、客員教授（2007年3月迄）、東京大学 史料編纂所 特任教授（2013年3月迄）
- 2014年 - TRC-ADEAC株式会社 代表取締役会長
- 2019年 - TRC-ADEAC株式会社 取締役相談役
- 2021年 - 上記退任・退職

## 受賞歴
- 1985年 - （社）専門図書館協議会 功績賞
- 1994年 - （社）日本翻訳協会 功績賞
- 2003年 - （社）情報科学技術協会 業績賞
- 2005年 - 情報文化学会 学会賞
- 2006年 - 言語処理学会 優秀発表賞、UNESCO Eugen Wüster Special Prize